# Globuline liant la thyroxine

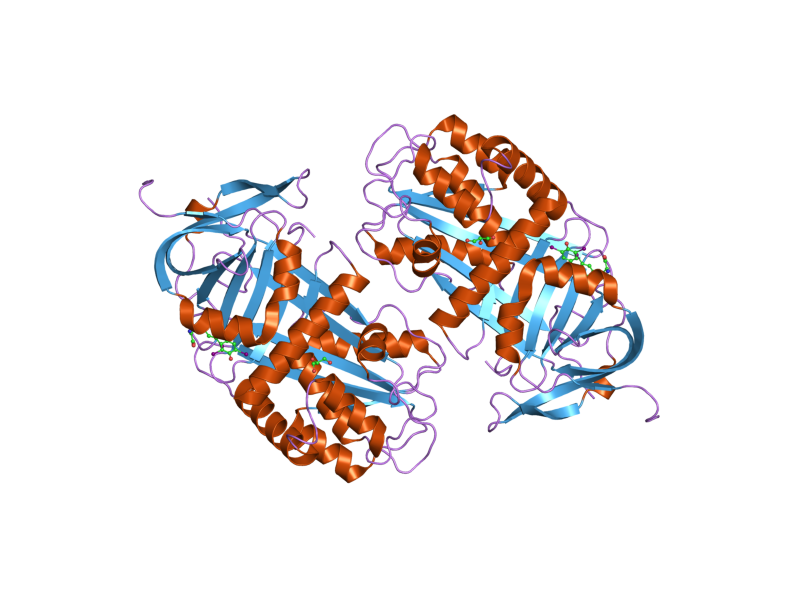
Structure de la TBG montrant la thyroxine liée.

La globuline liant la thyroxine (TBG, de l'anglais : thyroxine-binding globulin) est l'une des trois classes de protéines transporteuses des hormones thyroïdiennes dans le sang, les deux autres étant la transthyrétine (TTR) et les albumines sériques. La TGB est celle des trois qui possède l'affinité la plus élevée pour la thyroxine (T4) et la triiodothyronine (T3), mais, contrairement à ces deux autres classes de protéines, elle ne possède qu'un seul site liant la T4 ou la T3 par molécule. C'est également celle dont la concentration dans le sang est la plus faible. Malgré cela, la TBG transporte l'essentiel de la T4 dans le sang. Le taux sanguin de T4 et de T3 est si faible que la TBG est rarement occupée à plus de 25 % par une molécule d'hormone thyroïdienne.
La TBG est produite essentiellement dans le foie comme une protéine de 54 kDa. D'un point de vue génomique, la TBG est une serpine, mais elle ne possède pas de fonction inhibitrice comme de nombreuses autres protéines de ce type.